# Rundsel

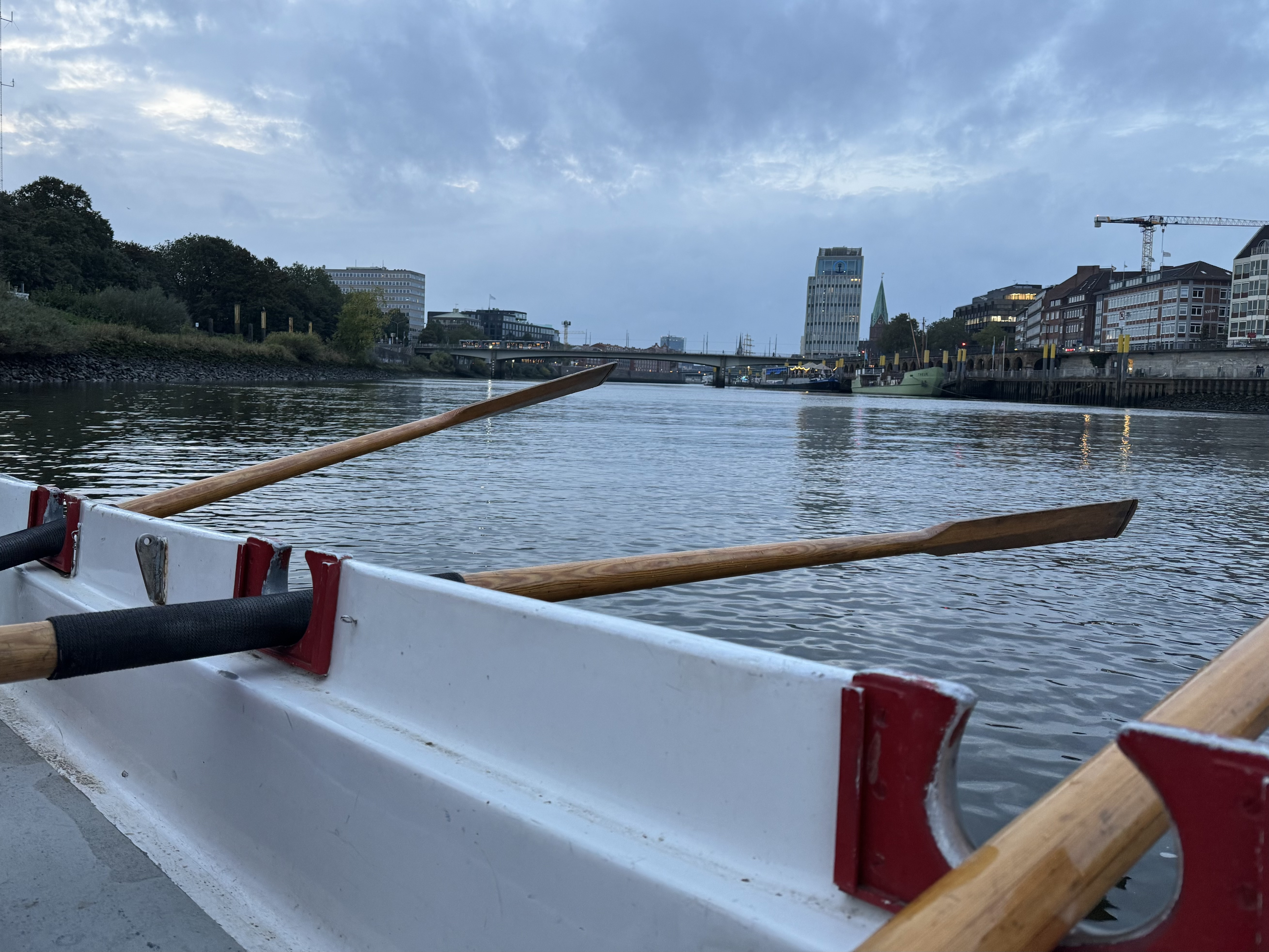
Rundseln mit eingelegten Riemen an einem Marinekutter

Die Rundsel (abgeleitet von rund) ist ein Begriff aus dem Bootsbau und bezeichnet eine runde Aussparung an der Bordkante (Dollbord) eines Ruderbootes zum Einlegen der Riemen. Meistens werden aber aus Gründen der besseren Kraftübertragung vom Riemen auf den Bootskörper und zur Vermeidung von Verschleiß oder Beschädigung sogenannte Dollen an das Dollbord angebaut.